# Ligne Le Noirmont – Tramelan – Tavannes
Pour les articles homonymes, voir Noirmont (homonymie).
La ligne Le Noirmont – Tramelan – Tavannes est une des trois lignes ferroviaires qui composent le réseau des Chemins de fer du Jura (CJ), avec la ligne La Chaux-de-Fonds – Le Noirmont – Glovelier et la ligne de Porrentruy à Bonfol.

## Historique

### TT: Tramelan – Tavannes
Depuis le 30 avril 1874, le village de Tavannes est relié par rail à Sonceboz-Sombeval et Bienne avec la compagnie du chemin de fer Jura bernois (JB), puis à Moutier, Delémont et Bâle deux ans plus tard (16 décembre 1876).
Huit ans plus tard, le 16 août 1884 est mis en service la Compagnie du chemin de fer de Tramelan à Tavannes (TT), à voie métrique et traction à vapeur. La ligne, relativement peu pentue (max. 25 ‰), a une longueur de 8,7 km, et ne comporte que deux arrêts intermédiaires : Orange et Tramelan-Dessous. La traction électrique fera son apparition le 15 novembre 1913.

### TBN: Tramelan – Breuleux – Noirmont
Le 16 décembre 1913, à peine un mois après l'électrification du TT, la ligne est prolongée par un autre chemin de fer en direction des Breuleux et du Noirmont, où elle est raccordée à une autre ligne à voie métrique, le Saignelégier–Chaux-de-Fonds (SC). La ligne de 14,28 km est dès l'origine électrifiée dans la même tension de 1200-1500 V CC que la ligne Tramelan – Tavannes. La rampe maximale est deux fois plus raide que le celle du TT : 50 ‰ entre Tramelan et Les Reussilles, et 49 ‰ entre Le Noirmont et Les Breuleux-Église !

### CTN: Chemin de fer Tavannes–Noirmont
TT et TBN fusionneront au 1er janvier 1927 pour devenir la Chemin de fer Tavannes – Le Noirmont (CTN).

### CJ: Chemins de fer du Jura
Les compagnies CTN, SC, RSG et RPB (Régional Porrentruy–Bonfol) fusionneront au 1er janvier 1944 et deviendront les Chemins de fer du Jura.
En 1966, un pont de 246 m est mis en service à Tavannes, permettant de franchir en site propre le tronçon jusqu'alors sur route. En venant depuis la gare de Tavannes, une rampe de 40 ‰ est nécessaire pour permettre l'accès à ce pont.

#### Accidents
Trois accidents provoqueront d'importants dégâts aux véhicules ferroviaires :
- Le 10 août 1945, un déraillement surviendra en dessus du lieu-dit « Moulin-Brûlé », à la sortie d'Orange en direction de Tramelan[1] ;
- Une collision frontale aura lieu le 27 octobre 1953 entre Orange et Tramelan ; deux victimes seront retirées sans vie des décombes[2] ;
- Plus récemment, le 16 décembre 2011, une rame de type Stadler GTW enfourche un sapin tombé sur la voie et bascule dans le talus. Il n'y aura par miracle que des blessés légers[3].

## Chronologie
- 16.08.1884 : mise en service Tramelan – Tavannes (TT)
- 15.11.1913 : électrification Tramelan – Tavannes
- 16.12.1913 : mise en service Tramelan – Les Breuleux – Le Noirmont (TBN)
- 01.01.1927 : fusion : TBN et TT deviennent CTN
- 01.01.1944 : fusion des SC, RSG, CTN et RPB, naissance des Chemins de fer du Jura

## Kilométrage
Le kilomètre zéro de la ligne est situé à Tavannes le choix a été dicté par le lieu d'implantation de la direction des Chemins de fer du Jura. Le kilométrage continue ensuite au-delà du Noirmont en direction de La Chaux-de-Fonds sur la ligne La Chaux-de-Fonds – Le Noirmont – Glovelier.

## Trafic de wagons complets à voie normale
Les CJ assurent le trafic de wagons complets en collaboration avec CFF Cargo. Ces wagons, équipés d'essieux pour la voie normale, sont transportés sur les lignes à voie métrique sur des chariots porteurs, appelés aussi trucks porteurs. Le système a été instauré le 1er mai 1921 avec la mise en service d'une fosse à trucks en gare de Tavannes.